# Ehrenfried Leichel
Ehrenfried Leichel (* 18. Januar 1828 in Emmerich; † 16. November 1905 in Arnhem) war ein deutscher und niederländischer Orgelbauer.
Er machte sich 1854 in Duisburg selbständig, zog aber dann in die Niederlande, zuerst nach Hummeloo und 1885 nach Arnheim. Speziell in den Niederlanden wurde er ein bekannter Orgelbauer.

## Nachgewiesene Arbeiten
- 1859: Kerpen, evangelische Johanneskirche, restauriert 2008 (zusätzliches Pedalregister)
- 1861: Moers-Kapellen (Orgelbau während der Grundsanierung der evangelischen Kirche 1860/1861, 1969 entfernt)
- 1870: Oudewater (der Orgelbau wird ihm mit an Sicherheit grenzender Wahrscheinlichkeit zugeschrieben, restauriert)
- 1885: Schiedam (Dorfkirche in Kethel, restauriert 1982 + neues Basspedal)
- 1887: Arnheim-Süd (Salvator-Kirche; diese Orgel war zunächst für die reformierte Kirche in Arnheim-Nord gebaut worden)

Auch sein Bruder Friedrich Leichel, der als Orgelbauer in Düsseldorf begann, zog später in die Niederlande.